# Methan
Methan (US: /ˈmɛθeɪn/ hoặc UK: /ˈmiːθeɪn/) là một hợp chất hóa học với công thức hóa học CH4 (một nguyên tử carbon và bốn nguyên tử hydro). Nó là một hydride nhóm 14 và là alkan đơn giản nhất, và là thành phần chính của khí tự nhiên. Sự phong phú tương đối của khí methan trên Trái Đất làm cho nó trở thành một loại nhiên liệu hấp dẫn, mặc dù việc thu giữ và lưu trữ nó đặt ra những thách thức do trạng thái khí của nó trong điều kiện bình thường về nhiệt độ và áp suất.
Methan xuất hiện tự nhiên được tìm thấy cả dưới mặt đất và dưới đáy biển, và được hình thành bởi cả quá trình địa chất và sinh học. Hồ chứa khí methan lớn nhất nằm dưới đáy biển dưới dạng clathrat methan. Khi khí methan đến bề mặt và khí quyển, nó được gọi là khí methan trong khí quyển. Nồng độ khí methan trong khí quyển của Trái Đất đã tăng khoảng 150% kể từ năm 1750 và nó chiếm 20% tổng lượng bức xạ cưỡng bức từ tất cả các loại khí nhà kính tồn tại lâu dài và hỗn hợp trên toàn cầu. Khí methan cũng đã được phát hiện trên các hành tinh khác, bao gồm Sao Hỏa, và có ý nghĩa đối với nghiên cứu sinh vật học.

## Thuộc tính và liên kết
Methan là một phân tử tứ diện có bốn liên kết C-H tương đương. Cấu trúc điện tử của nó được mô tả bởi bốn quỹ đạo phân tử liên kết (molecular orbital) do sự chồng chéo của các quỹ đạo hóa trị trên C và H. MO năng lượng thấp nhất là kết quả của sự chồng lấp của quỹ đạo 2s trên carbon với sự kết hợp cùng pha của quỹ đạo 1s trên bốn nguyên tử hydro. Trên mức năng lượng này là một tập hợp các MO suy biến ba lần liên quan đến sự chồng chéo của các quỹ đạo 2p trên carbon với các tổ hợp tuyến tính khác nhau của các quỹ đạo 1s trên hydro. Sơ đồ liên kết "ba trên một" kết quả phù hợp với phép đo phổ quang điện tử.
Ở nhiệt độ phòng và áp suất tiêu chuẩn, methan là một loại khí không màu, không mùi. Mùi khí tự nhiên quen thuộc được sử dụng trong nhà đạt được bằng cách thêm chất tạo mùi, thường là hỗn hợp có chứa tert-butylthiol, như một biện pháp an toàn. Khí methan có nhiệt độ sôi −164°C (−257,8°F) ở áp suất của một bầu khí quyển. Là một chất khí, nó dễ cháy trong một phạm vi nồng độ (5,4-17%) trong không khí ở áp suất tiêu chuẩn.
Methan rắn tồn tại trong một số đa hình. Hiện tại chín thù hình của chất này được biết đến. Làm lạnh methan ở áp suất bình thường dẫn đến sự hình thành methan I. Chất này kết tinh trong hệ thống khối (nhóm không gian Fm 3 m). Vị trí của các nguyên tử hydro không cố định trong methan I, tức là các phân tử methan có thể xoay tự do. Do đó, nó là một tinh thể nhựa.

## Tính chất hóa học

### Phản ứng oxy hóa hoàn toàn (Phản ứng cháy)
Trong phản ứng cháy của methan có một số bước. Trước tiên, methan tạo ra gốc metyl (CH3), gốc này phản ứng với oxy sinh ra formaldehyde (HCHO) cho gốc formyl (HCO) để tạo thành carbon monoxide. Quá trình này được gọi là sự nhiệt phân oxy hóa:
CH4 + 2O2 → CO2 + 2H2O (ΔH = −891 kJ/mol ở 25oC, 1 atm)
Sau đó, hydro bị oxy hóa tạo ra H2O và giải phóng nhiệt. Quá trình này diễn ra rất nhanh, thường chưa tới một phần nghìn giây.
2H2 + O2 → 2H2O
Cuối cùng, CO bị oxy hóa tạo thành CO2, và giải phóng thêm nhiệt. Quá trình này chậm hơn quá trình trên và thường mất vài phần nghìn giây để phản ứng.
2CO +  O2 → 2CO2

### Phản ứng oxy hóa không hoàn toàn
Được dùng trong sản xuất formaldehyde, bột than, khí đốt,...
{\displaystyle {\ce {CH4 + O2 ->[200atm, 300oC] HCHO + H2O}}}
{\displaystyle {\ce {2CH4 + O2 ->[500oC,Ni]2CO + 4H2}}}
{\displaystyle {\ce {CH4 + O2 -> C + H2O}}}(đốt trong điều kiện thiếu không khí)

### Phản ứng nhiệt phân methan:
Methan bị nhiệt phân bằng cách nung nóng nhanh methan với 1 lượng nhỏ oxy ở nhiệt độ khoảng 1500oC:
{\displaystyle {\ce {2CH4 -> C2H2 + 3H2}}} (ΔH = 397kJ/mol)
Oxy được dùng để đốt cháy 1 phần methan, cung cấp thêm nhiệt cho phản ứng.

### Hoạt hóa Hydro
Liên kết cộng hóa trị giữa C-H trong methan thuộc loại bền nhất trong hydrocarbon. Tuy nhiên, methan vẫn là nguyên liệu khởi đầu chính trong sản xuất hydro. Việc tìm kiếm các xúc tác có tác dụng thúc đẩy dễ dàng sự hoạt hóa hydro trong methan và các alkan bậc thấp khác là một lĩnh vực nghiên cứu khá quan trọng trong công nghiệp.

### Phản ứng thế halogen
Methan phản ứng với halogen cho ra dẫn xuất halogen của methan và hydro halide.
Ví dụ: Methan phản ứng với chlor trong ánh sáng khuếch tán theo nhiều giai đoạn:
CH4 + Cl2 → CH3Cl + HCl
CH3Cl + Cl2 → CH2Cl2 + HCl
CH2Cl2 + Cl2 → CHCl3 + HCl
CHCl3 + Cl2 → CCl4 + HCl

### Phản ứng phân hủy
Methan có thể bị phân hủy ở nhiệt độ trên 1000oC :
CH4 → C + 2H2
hoặc khi tác dụng với Cl2 khi đun nóng hoặc fluor ở điều kiện thường, tạo thành muội than và hydro chloride :
CH4 + 2Cl2 → C + 4HCl

## Phương pháp điều chế
- Từ nhôm carbide Al4C3

Al4C3 + 12H2O → 4Al(OH)3 + 3CH4↑
Al4C3 + 12HCl → 4AlCl3 + 3CH4↑
- Từ CH3COONa (phản ứng với natri hydroxide) có xúc tác CaO ở nhiệt độ cao.

{\displaystyle {\ce {CH3COONa + NaOH ->[to] CH4 + Na2CO3}}}
- Phản ứng trực tiếp có xúc tác nickel (hiệu suất rất thấp)

{\displaystyle {\ce {C + 2H2 ->[Ni] CH4}}}
- Từ CO

CO + 3H2 → H2O + CH4↑
- Từ đường glucose (C6H12O6)

C6H12O6 → 3CO2 + 3CH4
- Từ khí thiên nhiên
- Phản ứng cracking alkan từ 3C trở lên (thường là cracking propan tại propan sẽ cho ra sản phẩm là methan trực tiếp)

{\displaystyle {\ce {C3H8 ->[cracking] CH4 + C2H4}}}

## Ứng dụng

### Nhiên liệu
Methan là một nhiên liệu quan trọng. So với than đá, đốt cháy methan sinh ra ít CO2 trên mỗi đơn vị nhiệt giải phóng. Ở nhiều nơi, methan được dẫn tới từng nhà nhằm mục đích sưởi ấm và nấu ăn. Nó thường được biết tới với cái tên khí thiên nhiên.

### Trong công nghiệp
Methan được dùng trong nhiều phản ứng hóa công nghiệp và có thể được chuyên chở dưới dạng khí hóa lỏng. Trong hóa công nghiệp, methan là nguyên liệu sản xuất hydro, methanol, acid acetic và anhydride acetic.

### Methan trong khí quyển Trái Đất
Methan trong khí quyển là một khí gây hiệu ứng nhà kính. Mật độ của nó đã tăng khoảng 150% từ năm 1750 và đến năm 1998, mật độ trung bình của nó trên bề mặt Trái Đất là 1745 ppb. Mật độ ở bán cầu Bắc cao hơn vì ở đó có nhiều nguồn methan hơn (cả thiên nhiên lẫn nhân tạo). Mật độ của methan thay đổi theo mùa, thấp nhất vào cuối mùa hè. Đ

### Quá trình tiêu huỷ
Cơ chế phá hủy chính của methan trong khí quyển là qua tác dụng với gốc hydroxide (OH):
CH4 + OH → CH3 + H2O
Phản ứng này diễn ra ở trong tầng đối lưu làm cho methan tồn tại được từ 6 đến 9 năm.

### Sự giải phóng đột ngột của sàng methan
Ở áp suất lớn, ví dụ như ở dưới đáy đại dương, methan tạo ra một dạng sàng rắn với nước, được gọi là methan hydrat. Một số lượng chưa xác định nhưng có lẽ là rất nhiều methan bị giữ lại dưới dạng này ở đáy biển. Sự giải phóng đột ngột của một thể tích lớn methan từ những nơi đó vào khí quyển là một giả thuyết về nguyên nhân dẫn tới những hiện tượng Trái Đất nóng lên trong quá khứ xa, đỉnh cao là khoảng 55 triệu năm trước.
Một tổ chức đã ước tính trữ lượng quặng methan hydrat dưới đáy đại dương vào khoảng 10 triệu triệu tấn (10 exagram). Giả thuyết rằng nếu Trái Đất nóng lên đến một nhiệt độ nhất định, toàn bộ lượng methan này có thể một lần nữa bị giải phóng đột ngột vào khí quyển, khuếch đại hiệu ứng nhà kính lên nhiều lần và làm Trái Đất nóng lên đến mức chưa từng thấy.

### Methan bên ngoài Trái Đất
Methan đã được phát hiện hoặc tin là tồn tại ở vài nơi trong Hệ Mặt Trời. Người ta cho rằng nó được tạo ra nhờ những quá trình phản ứng vô sinh.
- Sao Mộc
- Sao Hoả [21]
- Sao Thổ
  - Iapetus
  - Titan
- Sao Hải Vương
  - Triton
- Sao Thiên Vương
  - Ariel
  - Miranda
  - Oberon
  - Titania
  - Umbriel
- Sao chổi Halley
- Sao chổi Hyakutake
- 2003 UB313

Dấu vết của khí methan cũng được tìm thấy ở bầu khí quyển mỏng trên Mặt Trăng của Trái Đất. Methan cũng được dò thấy ở các đám mây giữa những vì sao trong vũ trụ.